# La Coucourde
La Coucourde – miejscowość i gmina we Francji, w regionie Owernia-Rodan-Alpy, w departamencie Drôme.
Według danych na rok 1990 gminę zamieszkiwało 687 osób, a gęstość zaludnienia wynosiła 62 osób/km² (wśród 2880 gmin regionu Rodan-Alpy La Coucourde plasuje się na 992. miejscu pod względem liczby ludności, natomiast pod względem powierzchni na miejscu 1043.).